# Ternifine 3
Ternifine 3  es el nombre de catálogo de una mandíbula fósil de Homo erectus, también conocida como Ternifine III, Tighennif III, Atlanthropus III y otros. La antigüedad sigue en revisión [2020], estando, con mucha probabilidad dentro del Calabriense (Pleistoceno). Fue hallada en la localidad ahora conocida como Tighennif, provincia de Muaskar (Argelia) por Camille Arambourg y Robert Hoffstetter el 26 de junio de 1955 y descrita por ellos mismos poco después el mismo año.

## Ubicación y descubrimiento
Los restos se encontraron en una casa cerca de Tighennif, antiguamente conocida como Ternifine, Palikao o Palicao, y actualmente también por Tighenif. Se encuentra en la provincia de Muaskar, anteriormente Mascara o Mascar y a 17 kilómetros de la capital provincial de igual nombre.
En la década de 1870 se realizan los primeros trabajos paleontológicos realizados por José Luis Guerra y Juan Pablo Olivero, que son publicados en 1879. La cantera estuvo en explotación desde 1872, cuando se construyó la población de colonización de Palicao y en 1931 Arambourgh la visita. En 1952 se hace el encargo de estudiar el yacimiento, realizándose tres campañas, 1954-1956. Una vez comenzados los trabajos paleontológicos se empezaron a recoger fósiles, que se encontraron fragmentados y fueron catalogados, junto a otros de mamíferos, dentro del libro de campo general que ocupaba los códigos TER1 a TER2303. Entre todos ellos, durante la sesión de excavación de 1954, destacaron las partes que componían dos mandíbulas de Homo, Ternifine 1 y 2, y en la campaña de 1955 los restos de Ternifine 3 y 4, este último un diente aislado.

## Taxonomía y descripción
La primera descripción de Arambourg (1954b) de Ternifine 1 y 2 incluyó a las mandíbulas en la nueva especie Atlanthropus mauritanicus, de la que Ternifine 1 es el holotipo de facto, si bien el propio autor destacó el parecido con ejemplares asiáticos coetáneos, de hecho actualmente la nueva especie se re encuadró en H. erectus.. Con el descubrimiento de Ternifine 3 Arambourg y Hoffstetter reiteraron la atribución.
Las mandíbulas de Ternifine quedan enmarcadas por su robustez y el resto de características en Homo erectus.
Ternifine 3 se encuentra ligeramente dañada, pero casi completa, incluidas las ramas y las pizas dentales desde el premolar 1 al molar 3 en el lado derecho y del premolar 2 al molar 3 en el izquierdo.

## Datación
Desde el descubrimiento en 1954 de Ternifine 1 y 2, cuando Arambourg lo enmarcó en el Pleistoceno medio, con base a la fauna e industria lítica asociadas, se han ofrecido otras fechas: 0,6-1,0 Ma con base en la fauna; en 1987 Geraads indica 600 ka, la más probable por paleomagnetismo;; incluso 1,3 Ma por dataciones posteriores a las anteriores;[cita requerida] pero la más repetida desde 1986 es el final del Calabriense, cruzando los datos de fauna y paleomagnetismo (con la dificultad de un estrato de muy poca potencia), lo que situaría a los fósiles cerca de los 700 ka, o rangos similares, como 600-730 ka, o c. 780 ka.